# Định lý giá trị trung bình

Với mọi hàm số liên tục trên và khả vi trên, tồn tại một điểm sao cho đường thẳng nối hai điểm và song song với tiếp tuyến tại.

Trong giải tích, định lý giá trị trung bình (Tiếng Anh: mean value theorem) hay định lí Lagrange khẳng định rằng với mỗi cung phẳng, trơn nối hai điểm phân biệt luôn tồn tại một điểm trên cung mà tiếp tuyến với cung tại điểm này song song với đường thẳng nối hai đầu cung. Chính xác hơn, nếu hàm số {\displaystyle f} liên tục trên khoảng đóng {\displaystyle [a,b]} với {\displaystyle a<b} và khả vi trên khoảng mở {\displaystyle (a,b)} thì tồn tại một điểm {\displaystyle c\in (a,b)} sao cho
{\displaystyle f'(c)={\dfrac {f(b)-f(a)}{b-a}}.}
Một trường hợp đặc biệt của định lý này được mô tả lần đầu tiên bởi Parameshvara (1370-1460). Định lý giá trị trung bình ở dạng hiện đại của nó được phát biểu sau đó bởi Augustin Louis Cauchy (1789-1857). Nó là một trong những kết quả quan trọng nhất của phép tính vi phân, cũng như một trong những định lý quan trọng nhất của giải tích toán học, và được sử dụng để chứng minh định lý cơ bản của giải tích. Định lý giá trị trung bình có thể được suy ra từ một trường hợp đặc biệt của nó là định lý Rolle, và có thể được sử dụng để chứng minh một kết quả tổng quát hơn là định lý Taylor (với phần dư dạng Lagrange).

## Phát biểu định lí
Cho {\displaystyle f:[a,b]\to \mathbb {R} } là một hàm số liên tục trên khoảng đóng {\displaystyle [a,b]} và khả vi trên khoảng mở {\displaystyle (a,b)}, với {\displaystyle a<b}. Khi đó tồn tại {\displaystyle c\in (a,b)} sao cho
{\displaystyle f'(c)={\dfrac {f(b)-f(a)}{b-a}}.}
Định lý giá trị trung bình là một tổng quát hóa của định lý Rolle, trong đó giả sử {\displaystyle f(a)=f(b)}, khi đó vế phải của hệ thức bên trên bằng 0.
Định lý giá trị trung bình vẫn đúng với một giả thiết tổng quát hơn. Ta chỉ cần điều kiện {\displaystyle f:[a,b]\to \mathbb {R} } liên tục trên {\displaystyle [a,b]}, và với mọi {\displaystyle x\in (a,b)}, giới hạn
{\displaystyle \lim \limits _{h\to 0}{\dfrac {f(x+h)-f(x)}{h}}}
tồn tại (hữu hạn hoặc bằng {\displaystyle \pm \infty }). Nếu hữu hạn, giới hạn trên bằng {\displaystyle f'(x)}. Một ví dụ mà phiên bản này của định lý được áp dụng là hàm số {\displaystyle f:x\mapsto x^{1/3}}, với đạo hàm tiến đến vô cùng tại gốc tọa độ.
Chú ý rằng định lý này sai nếu ta áp dụng cho hàm phức khả vi thay vì hàm thực. Ví dụ, lấy {\displaystyle f(x)=e^{\mathrm {i} x}} với mọi số thực {\displaystyle x}. Khi đó
{\displaystyle f(2\pi )-f(0)=0}
trong khi {\displaystyle |f'(x)|=1}.

## Chứng minh

Ý nghĩa hình học của định lý Cauchy.

Biểu thức {\displaystyle {\frac {f(b)-f(a)}{b-a}}} cho chúng ta hệ số góc của đường thẳng nối hai điểm {\displaystyle (a,f(a))} và {\displaystyle (b,f(b))}, trong khi {\displaystyle f'(x)} là hệ số góc của tiếp tuyến của đường cong tại điểm {\displaystyle (x,f(x))}. Do đó định lý giá trị trung bình phát biểu rằng: cho một cung bất kì của một đường cong phẳng, trơn, ta có thể tìm được một điểm nằm giữa hai đầu cung sao cho tiếp tuyến tại điểm đó của cung song song với dây cung. Cách chứng minh sau đây mô tả ý tưởng này.
Đặt {\displaystyle g(x)=f(x)-rx}, với {\displaystyle r} là một hằng số mà ta sẽ xác định sau. Vì {\displaystyle f} liên tục trên {\displaystyle [a,b]} và khả vi trên {\displaystyle (a,b)}, điều tương tự cũng đúng với {\displaystyle g}. Ta sẽ chọn {\displaystyle r} sao cho {\displaystyle g} thỏa mãn các điều kiện của định lý Rolle, tức là
{\displaystyle {\begin{aligned}g(a)=g(b)&\iff f(a)-ra=f(b)-rb\\&\iff r(b-a)=f(b)-f(a)\\&\iff r={\frac {f(b)-f(a)}{b-a}}.\end{aligned}}}
Theo định lý Rolle, vì {\displaystyle g} liên tục và {\displaystyle g(a)=g(b)} nên tồn tại một điểm {\displaystyle c} thuộc {\displaystyle (a,b)} sao cho {\displaystyle g'(c)=0}. Khi đó, từ đẳng thức {\displaystyle g(x)=f(x)-rx}, ta có
{\displaystyle f'(c)=g'(c)+r=r={\frac {f(b)-f(a)}{b-a}}.}
Đây chính là điều phải chứng minh.

## Một ứng dụng đơn giản
Giả sử rằng {\displaystyle f} là một hàm thực liên tục, xác định trên một khoảng {\displaystyle I} bất kì trên trục số thực. Nếu đạo hàm của {\displaystyle f} tại mọi điểm trong của {\displaystyle I} tồn tại và bằng 0, khi đó {\displaystyle f} là hàm hằng.
Chứng minh: Giả sử rằng đạo hàm của {\displaystyle f} tại mọi điểm trong của {\displaystyle I} tồn tại và bằng 0. Đặt {\displaystyle (a,b)} là một khoảng mở bất kì trong {\displaystyle I}. Theo định lý giá trị trung bình, tồn tại một điểm {\displaystyle c\in (a,b)} sao cho
{\displaystyle {\frac {f(b)-f(a)}{b-a}}=f'(c)=0}
Từ đó suy ra {\displaystyle f(b)=f(a)}. Do đó {\displaystyle f} là hàm hằng trên mọi khoảng con của {\displaystyle I}, và vì vậy, nó là hàm hằng trên {\displaystyle I} do tính liên tục.
Nhận xét:
- Tại các đầu của khoảng {\displaystyle I} chỉ yêu cầu tính liên tục chứ không cần tính khả vi. Tính liên tục của {\displaystyle f} không cần phải chỉ ra nếu như {\displaystyle I} là một khoảng mở, vì từ sự tồn tại của đạo hàm trên khoảng mở {\displaystyle (a,b)} suy ra tính liên tục của {\displaystyle f} trên khoảng đóng {\displaystyle [a,b]}.

## Định lý giá trị trung bình Cauchy

Đồ thị của đường cong. Dễ thấy rằng không tồn tại một tiếp tuyến nằm ngang trên đường cong này.

Định lý giá trị trung bình Cauchy, còn được biết dưới tên định lý giá trị trung bình mở rộng, là một tổng quát hóa của định lý giá trị trung bình. Nó phát biểu rằng: Nếu các hàm số {\displaystyle f} và {\displaystyle g} cùng liên tục trên khoảng đóng {\displaystyle [a,b]} và khả vi trên khoảng mở {\displaystyle (a,b)}, khi đó tồn tại một điểm {\displaystyle c\in (a,b)} sao cho
{\displaystyle {\big (}f(b)-f(a){\big )}g'(c)={\big (}g(b)-g(a){\big )}f'(c).}
Nếu {\displaystyle g(a)\neq g(b)} và {\displaystyle g'(c)\neq 0}, điều này tương đương với
{\displaystyle {\frac {f'(c)}{g'(c)}}={\frac {f(b)-f(a)}{g(b)-g(a)}}.}
Nói theo ngôn ngữ hình học, điều này có nghĩa là tồn tại một tiếp tuyến với đồ thị của đường cong
{\displaystyle {\begin{array}{ccc}[a,b]&\to &\mathbb {R} ^{2}\\t&\mapsto &{\bigl (}f(t),g(t){\bigr )},\end{array}}}
sao cho tiếp tuyến này song song với đường thẳng nối hai điểm {\displaystyle {\big (}f(a),g(a){\big )},{\big (}f(b),g(b){\big )}}. Tuy nhiên, định lý Cauchy không khẳng định sự tồn tại của một tiếp tuyến như thế trong mọi trường hợp {\displaystyle {\big (}f(a),g(a){\big )}} và {\displaystyle {\big (}f(b),g(b){\big )}} là các điểm phân biệt, bởi vì điều này được thỏa mãn chỉ khi tồn tại một giá trị {\displaystyle c} sao cho {\displaystyle f'(c)=g'(c)=0}, nói cách khác, một giá trị mà tại đó đường cong dừng. Một ví dụ cho trường hợp này là đường cong được cho bởi
{\displaystyle t\mapsto (t^{3},1-t^{2}),}
trên khoảng {\displaystyle [a,b]} đi từ điểm (-1,0) đến điểm (1,0), không có một tiếp tuyến nằm ngang. Tuy nhiên nó có một điểm dừng tại {\displaystyle t=0}.
Định lý giá trị trung bình Cauchy có thể được dùng để chứng minh quy tắc l'Hôpital. Định lý giá trị trung bình là một trường hợp đặc biệt của định lý giá trị trung bình Cauchy khi {\displaystyle g} là hàm số đồng nhất: {\displaystyle g(t)=t}.

### Chứng minh của định lý trung bình Cauchy
Chứng minh của định lý trung bình Cauchy được dựa trên ý tưởng tương tự với chứng minh của định lý giá trị trung bình.
Đặt {\displaystyle h(x)=f(x)-rg(x)}, với {\displaystyle r} là một hằng số ta sẽ xác định sau. Vì {\displaystyle f,g} là các hàm số liên tục trên {\displaystyle [a,b]} và khả vi trên {\displaystyle (a,b)}, điều tương tự cũng đúng với {\displaystyle h}. Ta sẽ chọn {\displaystyle r} sao cho {\displaystyle h(x)} thỏa mãn các điều kiện của định lý Rolle, tức là
{\displaystyle {\begin{aligned}h(a)=h(b)&\iff f(a)-rg(a)=f(b)-rg(b)\\&\iff r{\big (}g(b)-g(a){\big )}=f(b)-f(a)\\&\iff r={\frac {f(b)-f(a)}{g(b)-g(a)}}.\end{aligned}}}
Theo định lý Rolle, tồn tại một điểm {\displaystyle c\in (a,b)} sao cho {\displaystyle h'(c)=0}, và từ đẳng thức {\displaystyle h(x)=f(x)-rg(x)}, ta suy ra
{\displaystyle f'(c)-rg'(c)=h'(c)=0\Rightarrow {\frac {f'(c)}{g'(c)}}=r={\frac {f(b)-f(a)}{g(b)-g(a)}}.}
Đây chính là điều cần chứng minh.

## Tổng quát hóa cho định thức
Giả sử rằng {\displaystyle f,g} và {\displaystyle h} là các hàm liên tục trên {\displaystyle [a,b]} và khả vi trên {\displaystyle (a,b)}. Đặt
{\displaystyle D(x)={\begin{vmatrix}f(x)&g(x)&h(x)\\f(a)&g(a)&h(a)\\f(b)&g(b)&h(b)\end{vmatrix}}.}
Khi đó tồn tại {\displaystyle c\in (a,b)} sao cho {\displaystyle D'(c)=0}.
Để ý rằng
{\displaystyle D'(x)={\begin{vmatrix}f'(x)&g'(x)&h'(x)\\f(a)&g(a)&h(a)\\f(b)&g(b)&h(b)\end{vmatrix}},}
và nếu ta lấy {\displaystyle h(x)\equiv 1}, ta thu được định lý giá trị trung bình Cauchy. Nếu ta thay {\displaystyle h(x)\equiv 1} và {\displaystyle g(x)\equiv x}, ta thu được định lý giá trị trung bình.
Chứng minh của tổng quát hóa này khá đơn giản: Ta có {\displaystyle D(a)} và {\displaystyle D(b)} là các định  thức có hai hàng bằng nhau, do đó {\displaystyle D(a)=D(b)=0}. Từ định lý Rolle, ta suy ra tồn tại {\displaystyle c\in (a,b)} sao cho {\displaystyle D'(c)=0}.

## Định lý giá trị trung bình với hàm nhiều biến
Định lý giá trị trung bình với hàm một biến được tổng quát lên với hàm nhiều biến bằng cách sử dụng tham số. Đặt {\displaystyle G} là một tập con mở của {\displaystyle \mathbb {R} ^{n}}, và đặt {\displaystyle f:G\to \mathbb {R} } là một hàm khả vi. Cố định các điểm {\displaystyle x,y\in G} sao cho khoảng mở {\displaystyle (x,y)} nằm trong {\displaystyle G} và đặt {\displaystyle g(t)=f{\big (}(1-t)x+ty{\big )}}. Vì {\displaystyle g} là hàm một biến khả vi, áp dụng định lý giá trị trung bình, ta có
{\displaystyle g(1)-g(0)=g'(c)}
với {\displaystyle c\in (0,1)}. Lại có {\displaystyle g(1)=f(y)} và {\displaystyle g(0)=f(x)}, tính trực tiếp {\displaystyle g'(c)}, ta có
{\displaystyle f(y)-f(x)=\nabla f{\big (}(1-c)x+cy{\big )}\cdot (y-x)},
trong đó {\displaystyle \nabla } là vector gradient và {\displaystyle \cdot } ký hiệu tích vô hướng. Chú ý rằng đây chính là phiên bản tương tự của định lý với hàm một biến. Theo bất đẳng thức Cauchy-Schwarz, đẳng thức trên cho ta
{\displaystyle |f(y)-f(x)|\leq {\big |}\nabla f{\big (}(1-c)x+cy{\big )}{\big |}|y-x|}.
Đặc biệt, khi các đạo hàm riêng của {\displaystyle f} bị chặn, {\displaystyle f} liên tục Lipschitz (và do đó hội tụ đều). Chú ý rằng {\displaystyle f} không được giả sử rằng khả vi liên tục cũng như liên tục trên bao đóng của {\displaystyle G}. Tuy nhiên, ta đã sử dụng quy tắc xích, do đó sự tồn tại của {\displaystyle \nabla f} là không cần thiết.
Ta sẽ chứng minh rằng {\displaystyle f} là hàm hàng nếu {\displaystyle G} liên thông và mọi đạo hàm riêng của {\displaystyle f} đều bằng 0. Lấy {\displaystyle x_{0}\in G} và đặt {\displaystyle g(x)=f(x)-f(x_{0})}. Ta sẽ chỉ ra rằng {\displaystyle g(x)=0} với mọi {\displaystyle x\in G}. Thật vậy, đặt {\displaystyle E=\{x\in G\mid g(x)=0\}}. Khi đó {\displaystyle E} đóng và khác rỗng. Đồng thời {\displaystyle E} cũng là tập mở: với mọi {\displaystyle x\in E}, ta có
{\displaystyle |g(y)|=|g(y)-g(x)|\leq 0|y-x|=0}
với mọi {\displaystyle y} trong một lân cận nào đó của {\displaystyle x}. Vì {\displaystyle G} liên thông, ta suy ra {\displaystyle E=G}.
Chú ý rằng tất cả các lập luận bên trên không phụ thuộc vào tọa độ, do đó, trên thực tế chúng ta đã tổng quát cho trường hợp {\displaystyle G} là tập con của một không gian Banach.

## Định lý giá trị trung bình với hàm nhận giá trị vector
Không có một sự tương tự chính xác của định lý giá trị trung bình cho hàm nhận giá trị vector. Trong bộ sách Foundations of Modern Analysis của mình, Jean Dieudonné đã bỏ qua định lý giá trị trung bình và thay thế nó bởi bất đẳng thức trung vì cách chứng minh không có tính xây dựng và chúng ta không thể tìm được giá trị trung bình. Serge Lang, trong quyển Analysis I đã sử dụng định lý giá trị trung bình dạng tích phân, nhưng cách này yêu cầu tính liên tục của đạo hàm. Nếu sử dụng tích phân Henstock-Kurzweil thì ta có thể có định lý giá trị trung bình dưới dạng tích phân mà không cần giả thiết thêm đạo hàm phải liên tục, có điều này là vì mọi đạo hàm đều khả tích Henstock-Kurzweil.
Bài toán có thể được phát biểu như sau: Nếu {\displaystyle f:U\to \mathbb {R} ^{m}} là một hàm khả vi (với {\displaystyle U\subset \mathbb {R} ^{n}} là tập mở) và nếu {\displaystyle x+th,x,h\in \mathbb {R} ^{m},t\in [0,1]} là một đoạn thẳng nằm trong {\displaystyle U}, khi đó ta có thể áp dụng quá trình tham số hóa bên trên cho một hàm thành phần {\displaystyle f_{i}\,(i=1,\ldots ,m)} của {\displaystyle f} (với ký hiệu như trên, đặt {\displaystyle y=x+h}). Như vậy, ta có thể tìm các điểm {\displaystyle x+t_{i}h} trên đoạn thẳng sao cho
{\displaystyle f_{i}(x+h)-f_{i}(x)=\nabla f_{i}(x+t_{i}h)\cdot h}.
Tuy nhiên, với trường hợp tổng quát, không tồn tại một điểm duy nhất {\displaystyle x+t^{*}h} trên đoạn thẳng sao cho
{\displaystyle f_{i}(x+h)-f_{i}(x)=\nabla f_{i}(x+t^{*}h)\cdot h}
đồng thời với mọi {\displaystyle i}. Để minh họa, ta có thể lấy {\displaystyle f:[0,2\pi ]\to \mathbb {R} ^{2}} được xác định bởi các hàm thành phần {\displaystyle f_{1}(x)=\cos x,f_{2}(x)=\sin x}. Khi đó {\displaystyle f(2\pi )-f(0)=\mathbf {0} \in \mathbb {R} ^{2}}. Tuy nhiên {\displaystyle f'_{1}(x)=-\sin x} và {\displaystyle f'_{2}(x)=\cos x} không đồng thời bằng 0 với mọi {\displaystyle x}.
Tuy nhiên, một cách tổng quát hóa của định lý giá trị trung bình với hàm nhận giá trị vector có thể nhận được như sau: Đặt {\displaystyle f} là một hàm thực khả vi liên tục được xác định trên một khoảng mở {\displaystyle I}, và đặt {\displaystyle x,x+h} là các điểm của {\displaystyle I}. Từ định lý giá trị trung bình với hàm một biến, ta suy ra tồn tại một điểm {\displaystyle t^{*}\in (0,1)} sao cho
{\displaystyle f(x+h)-f(x)=f'(x+t*h)\cdot h}.
Mặt khác, theo định lý cơ bản của giải tích, ta có
{\displaystyle f(x+h)-f(x)=\int _{x}^{x+h}f'(u)du=\left(\int _{0}^{1}f'(x+th)\,dt\right)\cdot h.}
Do đó, giá trị {\displaystyle f'(x+t^{*}h)} tại điểm {\displaystyle t^{*}} được thay thế bởi giá trị trung bình
{\displaystyle \int _{0}^{1}f'(x+th)\,dt.}
Công thức này có thể được tổng quát cho hàm nhận giá trị vector: Đặt {\displaystyle U\subset \mathbb {R} ^{n}} là tập mở, {\displaystyle f:U\to \mathbb {R} ^{m}} khả vi liên tục, và {\displaystyle x\in U,h\in \mathbb {R} ^{n}} là các vector sao cho toàn bộ đoạn thẳng {\displaystyle x+th,0\leq t\leq 1} nằm trong {\displaystyle U}. Khi đó ta có
{\displaystyle (*)\qquad f(x+h)-f(x)=\left(\int _{0}^{1}Df(x+th)\,dt\right)\cdot h,}
Với tích phân của ma trận được lấy theo từng thành phần. ({\displaystyle Df} ký hiệu ma trận Jacobi của {\displaystyle f}.)
Từ điều này, ta còn có thể suy ra rằng nếu {\displaystyle \|Df(x+th)\|} bị chặn với {\displaystyle t\in [0,1]} bởi một hằng số {\displaystyle M} nào đó, khi đó
{\displaystyle (**)\qquad \|f(x+h)-f(x)\|\leq M\|h\|.}
Chứng minh (*). Ký hiệu {\displaystyle f_{i}\,(i=1,\ldots ,m)} cho các hàm thành phần của {\displaystyle f}. Xác định {\displaystyle g_{i}:[0,1]\mapsto \mathbb {R} } bởi {\displaystyle g_{i}(t):=f_{i}(x+th)}. Khi đó ta có
{\displaystyle f_{i}(x+h)-f_{i}(x)\,=\,g_{i}(1)-g_{i}(0)=\int _{0}^{1}g_{i}'(t)dt=\int _{0}^{1}\left(\sum _{j=1}^{n}{\frac {\partial f_{i}}{\partial x_{j}}}(x+th)h_{j}\right)\,dt=\sum _{j=1}^{n}\left(\int _{0}^{1}{\frac {\partial f_{i}}{\partial x_{j}}}(x+th)\,dt\right)h_{j}.}
Khẳng định được suy ra từ việc {\displaystyle Df} là ma trận gồm các thành phần {\displaystyle {\frac {\partial f_{i}}{\partial x_{j}}}}.
Chứng minh (**). Từ (*), ta có
{\displaystyle \|f(x+h)-f(x)\|=\left\|\int _{0}^{1}(Df(x+th)\cdot h)\,dt\right\|\leq \int _{0}^{1}\|Df(x+th)\|\cdot \|h\|\,dt\leq M\|h\|.}
Ở đây ta đã sử dụng bổ đề sau:
Bổ đề. Đặt {\displaystyle v:[a,b]\to \mathbb {R} ^{m}} là hàm liên tục được xác định trên đoạn {\displaystyle [a,b]\subset \mathbb {R} }. Khi đó ta có
{\displaystyle (***)\qquad \left\|\int _{a}^{b}v(t)\,dt\right\|\leq \int _{a}^{b}\|v(t)\|\,dt.}
Chứng minh (***). Đặt {\displaystyle u\in \mathbb {R} ^{m}} là giá trị của tích phân
{\displaystyle u:=\int _{a}^{b}v(t)\,dt.}
Khi đó ta có
{\displaystyle \|u\|^{2}=\langle u,u\rangle =\left\langle \int _{a}^{b}v(t)dt,u\right\rangle =\int _{a}^{b}\langle v(t),u\rangle \,dt\leq \int _{a}^{b}\|v(t)\|\cdot \|u\|\,dt=\|u\|\int _{a}^{b}\|v(t)\|\,dt,}
suy ra {\displaystyle \|u\|\leq \int _{a}^{b}\|v(t)\|\,dt}. (Ở đây ta đã sử dụng bất đẳng thức Cauchy-Schwarz.) Từ đây ta có (***) được chứng minh, và (**) cũng được chứng minh.

## Định lý giá trị trung bình dạng tích phân

### Định lý giá trị trung bình dạng tích phân thứ nhất
Định lý giá trị trung bình dạng tích phân thứ nhất khẳng định rằng:
Giả sử {\displaystyle G:[a,b]\to \mathbb {R} } là một hàm liên tục và {\displaystyle \varphi } là một hàm khả tích không đổi dấu trên khoảng {\displaystyle (a,b)}, khi đó tồn tại {\displaystyle x\in (a,b)} sao cho
{\displaystyle \int _{a}^{b}G(t)\varphi (t)\,dt=G(x)\int _{a}^{b}\varphi (t)\,dt.}
Đặc biệt, nếu {\displaystyle \varphi (t)=1} với mọi {\displaystyle t\in (a,b)}, khi đó tồn tại {\displaystyle x\in (a,b)} sao cho
{\displaystyle \int _{a}^{b}G(t)\,dt=G(x)(b-a).}
Đẳng thức này thường được viết dưới dạng
{\displaystyle G(x)={\frac {1}{b-a}}\cdot \int _{a}^{b}G(t)\,dt.}
Giá trị {\displaystyle G(x)} được gọi là giá trị trung bình của {\displaystyle G(t)} trên đoạn {\displaystyle [a,b]}.

### Chứng minh của định lý giá trị trung bình dạng tích phân thứ nhất
Không mất tính tổng quát, giả sử {\displaystyle \varphi (t)\geq 0} với mọi {\displaystyle t}. Từ định lý cực trị, hàm liên tục {\displaystyle G} có các giá trị cực tiểu {\displaystyle m} và giá trị cực đại {\displaystyle M} hữu hạn trên đoạn {\displaystyle [a,b]}. Từ tính đơn điệu của tích phân và bất đẳng thức {\displaystyle m\leq G(t)\leq M,\,\forall t\in [a,b]}, cùng với giả thiết {\displaystyle \varphi (t)} không âm, ta có
{\displaystyle mI=\int _{a}^{b}m\varphi (t)\,dt\leq \int _{a}^{b}G(t)\varphi (t)\,dt\leq \int _{a}^{b}M\varphi (t)\,dt=MI,}
với {\displaystyle I:=\int _{a}^{b}\varphi (t)\,dt}
ký hiệu tích phân của {\displaystyle \varphi (t)} trên {\displaystyle [a,b]}. Do đó, nếu {\displaystyle I=0}, ta có đẳng thức xảy ra với mọi {\displaystyle x\in (a,b)}. Vì vậy, ta có thể giả sử {\displaystyle I>0}. Chia cả hai vế cho {\displaystyle I} và ta nhận được
{\displaystyle m\leq {\frac {1}{I}}\cdot \int _{a}^{b}G(t)\varphi (t)\,dt\leq M}.
Từ định lý giá trị trung gian, ta suy ra hàm liên tục {\displaystyle G(t)} đạt được mọi giá trị trong đoạn {\displaystyle [m,M]}, đặc biệt, tồn tại {\displaystyle x\in [a,b]} sao cho
{\displaystyle G(x)={\frac {1}{I}}\cdot \int _{a}^{b}G(t)\varphi (t)\,dt.}
Từ đây ta có điều cần chứng minh.

### Định lý giá trị trung bình cho tích phân thứ hai
Có nhiều định lý khác nhau đôi chút cùng được gọi là định lý giá trị trung bình thứ hai dạng tích phân. Một phiên bản thông dụng như sau:
Nếu {\displaystyle G:[a,b]\to \mathbb {R} } là một hàm dương, đơn điệu giảm và {\displaystyle \varphi :[a,b]\to \mathbb {R} } là một hàm khả tích, khi đó tồn tại {\displaystyle x\in (a,b]} sao cho
{\displaystyle \int _{a}^{b}G(t)\varphi (t)\,dt=G(a+0)\int _{a}^{x}\varphi (t)\,dt.}
Ở đây {\displaystyle G(a+0)} ký hiệu cho {\displaystyle \lim _{x\to a^{+}}G(x)}, từ các điều kiện đã cho có thể suy ra giới hạn này tồn tại. Chú ý rằng {\displaystyle x\in (a,b]} có chứa điểm {\displaystyle b} là một điều kiện quan trọng. Một biến thể khác của định lý không có điều kiện này như sau:
Nếu {\displaystyle G:[a,b]\to \mathbb {R} } là một hàm đơn điệu (không nhất thiết phải giảm và dương) và {\displaystyle \varphi :[a,b]\to \mathbb {R} } là một hàm khả tích, khi đó tồn tại {\displaystyle x\in (a,b)} sao cho
{\displaystyle \int _{a}^{b}G(t)\varphi (t)\,dt=G(a+0)\int _{a}^{x}\varphi (t)\,dt+G(b-0)\int _{x}^{b}\varphi (t)\,dt.}
Định lý này được chứng minh bởi Hiroshi Okamura vào năm 1947.

## Công thức xác suất tương tự định lý giá trị trung bình
Giả sử {\displaystyle X,Y} là các biến ngẫu nhiên với {\displaystyle \mathrm {E} [X]<\mathrm {E} [Y]<\infty } và {\displaystyle X\leq _{st}Y} (tức là {\displaystyle X} nhỏ hơn {\displaystyle Y} theo thứ tự ngẫu nhiên thông thường). Khi đó tồn tại một biến ngẫu nhiên không âm, liên tục tuyệt đối {\displaystyle Z} có hàm mật độ xác suất
{\displaystyle f_{Z}(x)={\frac {\Pr(Y>x)-\Pr(X>x)}{{\rm {E}}[Y]-{\rm {E}}[X]}}\,,\qquad x\geq 0.}
Đặt {\displaystyle g} là một hàm khả vi và đo được sao cho {\displaystyle \mathrm {E} [g(X)],\mathrm {E} [g(Y)]<\infty }, và đạo hàm của nó đo được, khả tích Riemann trên đoạn {\displaystyle [x,y]} với mọi {\displaystyle y\geq x\geq 0}. Khi đó {\displaystyle \mathrm {E} [g'(Z)]} hữu hạn và
{\displaystyle {\rm {E}}[g(Y)]-{\rm {E}}[g(X)]={\rm {E}}[g'(Z)]\,[{\rm {E}}(Y)-{\rm {E}}(X)].}

## Tổng quát hóa trong giải tích phức
Như đã được đề cập bên trên, định lý này không đúng với hàm phức khả vi. Tuy nhiên, một tổng quát hóa của định lý được phát biểu như sau:
Đặt {\displaystyle f:\Omega \to \mathbb {C} } là một hàm chỉnh hình trên một tập lồi mở {\displaystyle \Omega }, và đặt {\displaystyle a,b} là các điểm phân biệt của {\displaystyle \Omega }. Khi đó tồn tại các điểm {\displaystyle u,v} trên {\displaystyle L_{ab}} (đoạn thẳng nối {\displaystyle a,b}) sao cho
{\displaystyle \mathrm {Re} (f'(u))=\mathrm {Re} \left({\frac {f(b)-f(a)}{b-a}}\right),}
{\displaystyle \mathrm {Im} (f'(v))=\mathrm {Im} \left({\frac {f(b)-f(a)}{b-a}}\right).}
Trong đó {\displaystyle \mathrm {Re} ()} là phần thực và {\displaystyle \mathrm {Im} ()} là phần ảo của hàm phức.